# Banzai (Manga-Magazin)
Die Banzai (eigene Schreibweise: BANZAI!) war ein deutschsprachiges Manga-Magazin des Carlsen Verlags, das sich hauptsächlich an jugendliche männliche Leser richtete. Es enthielt Lizenzserien des Verlags Shūeisha sowie Eigenproduktionen und war der deutsche Ableger des Weekly Shōnen Jump. Banzai (jap. 万歳) bedeutet wörtlich „Zehntausend Jahre“ und wird als Ausruf zu Ehren einer Person oder zur Verkündung eines Sieges verwendet. Verbreitete Übersetzungen sind „Hurra!“ und „Ein Hoch auf …!“
Das eher an Mädchen gerichtete, von Februar 2003 bis Mai 2012 beim Carlsen Verlag erschienene Manga-Schwestermagazin der Banzai hieß Daisuki.

## Veröffentlichungsgeschichte
Die Banzai! erschien monatlich von November 2001 bis Dezember 2005 und erreichte insgesamt 50 Ausgaben. Das Magazin erreichte bis zu 130.000 verkaufte Exemplare pro Ausgabe und war kommerziell erfolgreich. 2005 wurde es jedoch eingestellt, weil Shūeisha die Lizenzrechte entzog. Dies hing auch damit zusammen, dass der 2004 gegründete Ableger des amerikanischen Verlags Tokyopop sowohl viele frühere Mitarbeiter von Carlsen anwarb als auch über die Vereinigten Staaten über Verbindungen zu Shūeisha verfügte und nun einige von deren Lizenzen für Deutschland erwarb. Die in der Banzai nicht vollendeten Manga-Serien wurden als Taschenbuchreihen fortgesetzt.
Unabhängig von der Lizenzproblematik, an der die Fortsetzung der Banzai scheiterte, konnten sich auch andere Manga-Magazine nicht dauerhaft auf dem deutschen Markt halten.

## Inhalt
Die Banzai übernahm Manga-Serien aus dem japanischen Magazin Weekly Shōnen Jump des Shūeisha-Verlags, veröffentlichte aber auch deutsche Eigenproduktionen.
Neben den Mangas enthielt die Zeitschrift Hintergrundinformationen zu den Serien, deren Autoren und Japan allgemein. Ebenso gab es den Japanisch-Kurs Banzai de Nihongo, den Zeichenkurs Studio Mangaka, Kurioses aus Japan unter dem Titel Tokyo 109 sowie Fan-Art und Leserbriefe. In unregelmäßigen Abständen lagen zudem Extras wie Sticker, Poster oder CD-ROMs bei (z. B. mit Demo-Versionen der Yu-Gi-Oh!-Computerspiele). Ausgabe 2/2002 (Nr. 4) enthielt eine CD des Rappers Spax mit dem eigens produzierten Lied Banzai.
Wie beim japanischen Vorbild Weekly Shōnen Jump wurden die Einzelkapitel der Manga-Serien aus dem Magazin größtenteils auch in Sammelbänden zusammengefasst und erneut veröffentlicht.

### Veröffentlichte Mangas
- Black Cat: Juni 2005 bis August 2005 (Nr. 44–46), als „Banzai präsentiert“ (Leseprobe)
- DNA²: November 2001 bis März 2003 (Nr. 1–17)
- Dr. Slump – Neues aus Pinguinhausen: Juli 2002 bis Januar 2003 (Nr. 9–15), abgebrochen
- Hikaru no Go: November 2003 bis Dezember 2005 (Nr. 25–50)
- Hunter x Hunter: November 2001 bis Dezember 2005 (Nr. 1–50)
- I"s: Februar 2005 bis Mai 2005 (Nr. 40–43), als „Banzai präsentiert“ (Leseprobe)
- Naruto: November 2001 bis Dezember 2005 (Nr. 1–50)
- Neko Majin: Juni 2002 bis August 2002 (Nr. 8–10) und April 2004 bis Juni 2004 (Nr. 30–32)
- One Piece Red: April 2003 bis August 2003 (Nr. 18–22)
- One Piece – Rogue Town: Dezember 2001 bis September 2002 (Nr. 2–11)
- One Piece – Romance Dawn: November 2001 (Nr. 1)
- Sandland: November 2001 bis Mai 2002 (Nr. 1–7)
- Shaman King: Dezember 2001 bis Dezember 2005 (Nr. 2–50)
- Yu-Gi-Oh!: September 2002 bis Januar 2005 (Nr. 11–39), abgebrochen

### Veröffentlichte Eigenproduktionen
- Crewman 3: Januar 2003 bis März 2004 (Nr. 15–29)
- Die Gabe: Dezember 2005 (Nr. 50)
- Hakuchi One: Dezember 2004 bis Dezember 2005 (Nr. 38–50)
- Halloweens (humoristische Kurzstrips): November 2001 bis November 2002 (Nr. 1–13)
- Weiße Maria: Juni 2005 (Nr. 44) – Gewinner-Manga des Shōnen-Jump-Banzai-Preises der Leipziger Buchmesse 2004, wurde auch im japanischen Magazin Akamaru Jump veröffentlicht